# Атоле

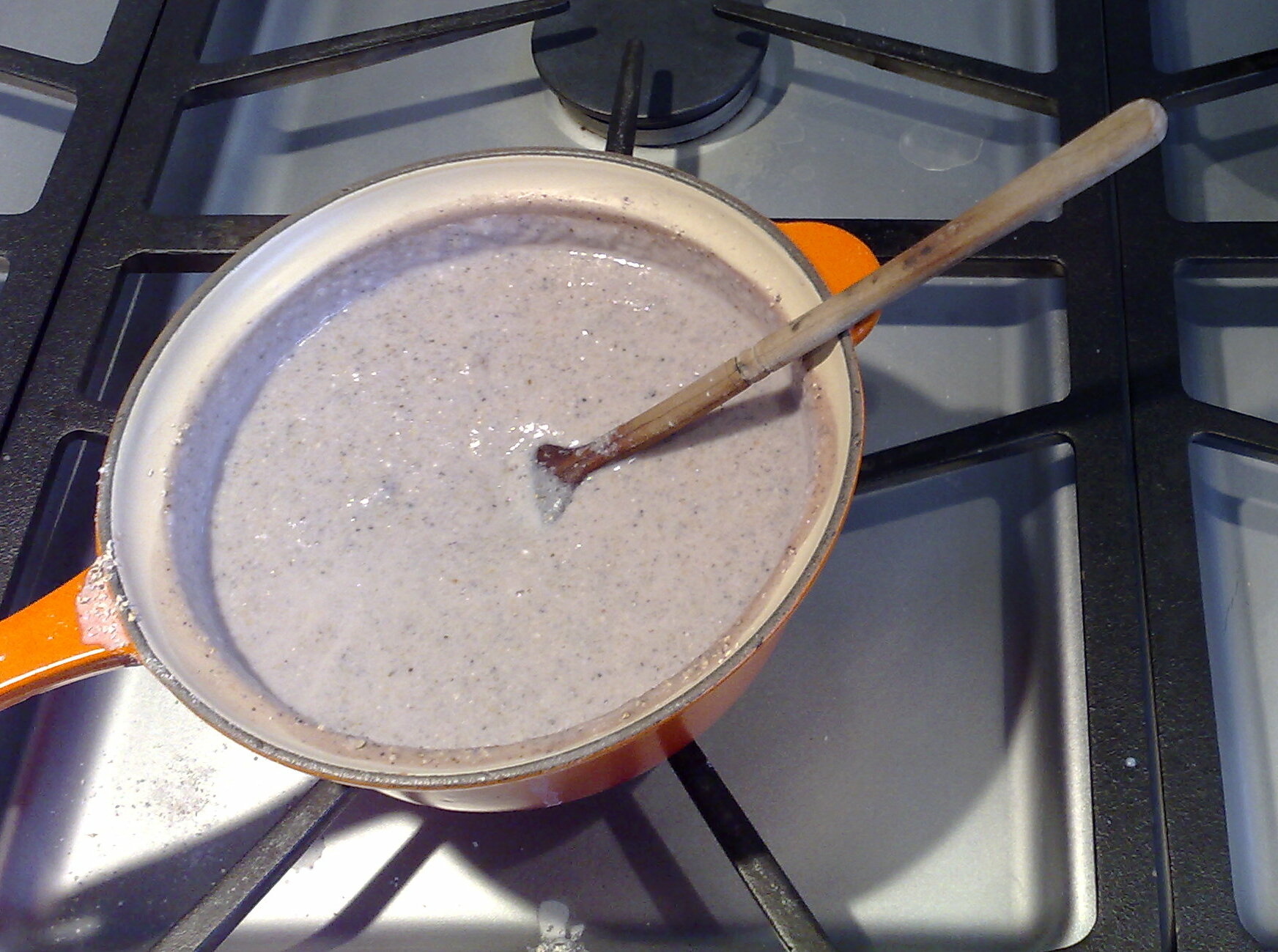
Атоле

Атоле (исп. Atole) — напиток (каша) из маисовых зёрен. Является традиционным доколумбовым блюдом в Мексике и Центральной Америке.
Атоле как правило едят по утрам. В отдалённых деревнях оно может являться основным блюдом на завтрак если подаётся вместе с несколькими тортильями. Атоле также является одним из традиционных напитков мексиканского Дня Мёртвых. В традиционной кухне майя существует более сотни рецептов этого блюда.
Напиток обычно включает масу (кукурузную муку), воду, пилонсильо (нерафинированный коричневый сахар), корицу, ваниль, иногда фрукты или шоколад. В последнем случае он называется чампуррадо. Ингредиенты перемешивают и нагревают до готовности. Блюдо может быть жидким или густым как каша.